# Guerrilla News Network
Guerrilla News Network of kortweg GNN was een ondergrondse nieuwsorganisatie, gevestigd in New York. Ze brengen schokkende, intrigerende, achtergebleven en duidelijke content. Ook kunnen gebruikers zelf meehelpen bij het schrijven van nieuws-artikelen die in andere media is onderbelicht. De omroep brengt nieuws via een website. 
Op de Guerrilla News website zijn belangrijke globale kwesties te bekijken, door middel van guerrilla programmering. Zo is rondom de oorlog tegen het terrorisme een speciaal 9-11 platform met kritische artikelen over de oorlog tegen het terrorisme opgezet.
Vanaf 16 november 2009 is de site gesloten voor het publiek. Alleen geregistreerde leden kunnen nog inloggen. Daarna werd de site definitief gesloten.